# Nebria molendai
Nebria molendai (лат.) — вид жуков-жужелиц из подсемейства плотинников. Распространён в Непале. Встречается в Гималаях в центральной части Непала на высоте 4100—4500 метров над уровнем моря. Обитают в почве около ручьёв талой воды. Вид назван в честь биолога Роланда Моленды (Roland Molenda, Базельский университет).
Длина тела имаго 12—13,5 мм. Жуки тёмно-коричневого или чёрного цвета, блестящие, придатки головы бурые. Ноги чёрные, лапки коричневые.
Имаго Nebria molendai отличаются от имаго Nebria christinae следующими морфологическими особенностями:
- большем количеством медиальных бороздок на втором стерните брюшка;
- своеобразной пунктировкой вдавлений переднеспинки;
- своеобразной формой базальных углов;
- слабо выступающими апикальными углами переднеспинки.

Имаго Nebria molendai отличаются от имаго Nebria schawalleri следующими морфологическими особенностями:
- присутствием трёх щетинок на предпоследнем членике щупиков (у N. schawalleri их две);
- присутствием обычно одной надглазничной щетинки (у N. schawalleri их две);
- присутствием двух-трёх щетинок посередине бокового края переднеспинки (у N. schawalleri их пять-шесть);
- строением переднеспинки — очень густой пунктировкой на вершине и основании переднеспинки и выпуклым боковым краем задних углов (у N. schawalleri — вогнутый).